# Geneva Lake
Der Geneva Lake oder (offiziell) Lake Geneva (Name vom Genfersee übernommen) ist ein 21 km² großer See mit einer maximalen Tiefe von 41 m im Walworth County im US-Bundesstaat Wisconsin. 
Der See liegt nahe der Grenze zum US-Bundesstaat Illinois und wird umgeben von den kleineren Seen Lake Como, Delavan Lake und Petite Lake. Orte am See sind Lake Geneva am Ostende des Sees, Williams Bay an der gleichnamigen Bucht und Fontana-on-Geneva Lake am Westende des Sees. Einziger Abfluss ist der White River. Am Ufer des Sees liegt außerdem der Big Foot Beach State Park.